# جوليا أليسون
جوليا أليسون (بالإنجليزية: Julia Allison)‏ هي صحفية أمريكية، ولدت في 28 فبراير 1981 في ويلميت في الولايات المتحدة.